# 漢密爾頓 (堪薩斯州)
漢密爾頓（英語：Hamilton）是一個位於美國堪薩斯州格林伍德縣的城市。

## 地方資料
根據2020年美國人口普查的數據，漢密爾頓的面積為0.81平方千米，當中陸地面積為0.81平方千米，而水域面積為0.00平方千米。當地共有人口182人，而人口密度為每平方千米224.69人。